# Theridion cinereum
Theridion cinereum là một loài nhện trong họ Theridiidae.
Loài này thuộc chi Theridion. Theridion cinereum được Tord Tamerlan Teodor Thorell miêu tả năm 1875.